# Handorf
Handorf település Németországban, azon belül Alsó-Szászország tartományban. Lakosainak száma 2170 fő (2023. december 31.).

## Népesség
A település népességének változása:
| Lakosok száma | 2027 | 2061 | 2097 | 2121 | 2193 | 2170 |
|               | 2016 | 2017 | 2019 | 2021 | 2022 | 2023 |